# Hoțun, Liubeșiv
Hoțun (în ucraineană Хоцунь) este localitatea de reședință a comunei Hoțun din raionul Liubeșiv, regiunea Volînia, Ucraina.

## Demografie
Componența lingvistică a localității Hoțun
     Ucraineană (98,46%)
     Rusă (1,29%)
     Alte limbi (0,26%)
Conform recensământului din 2001, majoritatea populației localității Hoțun era vorbitoare de ucraineană (98,46%), existând în minoritate și vorbitori de rusă (1,29%).